# Ernesto Mazzoni
Ernesto Mazzoni (Benevento, 10 agosto 1937 – Benevento, 15 marzo 2023) è stato un politico italiano.

## Biografia
Nato a Benevento nel 1937, conseguì la laurea in giurisprudenza ed esercitò la professione di avvocato.
Esponente della Democrazia Cristiana, fu eletto più volte al consiglio comunale della sua città. L'11 febbraio 1977 venne eletto sindaco di Benevento dopo le dimissioni di Pasquale Columbro, rimanendo in carica fino al 19 giugno 1980. In seguito entrò al Consiglio regionale della Campania e fu assessore nelle giunte presiedute da Ferdinando Clemente e Giovanni Grasso. Dopo la dissoluzione della DC, aderì al Centro Cristiano Democratico, partito con il quale fu consigliere della Provincia di Benevento dal dicembre 1998 al luglio 2000.
Nel 1970 entrò a fare parte della società del Benevento Calcio, rimanendovi per diciotto anni e ricoprendo la carica di presidente dal 1979 al 1981 e dal 1984 al 1986.
Il 6 febbraio 2009 venne eletto presidente del comitato provinciale dell'Unione di Centro. La figlia Erminia è stata deputata ed europarlamentare.